# Wolf Lepenies
Wolf Lepenies (ur. 11 stycznia 1941 niedaleko Allensteinu, Prusy Wschodnie) – niemiecki socjolog, politolog, autor wielu publikacji.
W roku 1945 rodzina Lepeniesa uciekała przed Armią Radziecką wchodzącą do Prus Wschodnich udając się do Szlezwik-Holsztyn a stamtąd do Nadrenii Północnej-Westfalii. Lepenies wychował się ostatecznie w Koblencji. Studiował socjologię i filozofię na Uniwersytecie w Münsterze w Nadrenii Północnej-Westfalii, który ukończył uzyskaniem tytułu w roku 1967. W roku 1970 habilitował się na Wolnym Uniwersytecie w Berlinie. Podróżował za granicę, najpierw do Maison des sciences de l’homme w Paryżu, a następnie do Instytutu Zaawansowanych Studiów w Princeton University. W roku 1984 rozpoczął pracę na wydziale Wissenschaftskolleg w Berlinie, a następnie został profesorem socjologii w Wolnym Uniwersytecie w Berlinie. Wielokrotnie powracał do Princeton aby prowadzić tam badania. W roku 1986 przejął stanowisko prezesa Wissenschaftskolleg po Peterze Wapnewskim. W roku 2001 objął je następnie Dieter Grimm. Od roku 2006 jest emerytowanym profesorem.
Od roku 2004 był członkiem rady nadzorczej spółki Axel Springer SE.

## Odznaczenia
- Krzyż Komandorski Orderu Gwiazdy Rumunii (Rumunia, 2017)[1]